# Lecithocera deloma
Lecithocera deloma is een vlinder uit de familie van de Lecithoceridae. De wetenschappelijke naam van de soort is voor het eerst geldig gepubliceerd in 1915 door Durrant.